# Iolaphilus kayonza
Iolaphilus kayonza är en fjärilsart som beskrevs av Henry Stempffer och Bennett 1958. Iolaphilus kayonza ingår i släktet Iolaphilus och familjen juvelvingar. Inga underarter finns listade i Catalogue of Life.